# Heterogloeales
Heterogloeales é uma ordem de algas unicelulares da classe Synurophyceae.

## Taxonomia e sistemática
A ordem Heterogloeales inclui as seguintes famílias:
- Characidiopsidaceae[3]
  - Characidiopsis
- Heterogloeaceae Fott ex P.C.Silva[4]
  - Gloeochloris  Pascher, 1932
  - Helminthogloea Pascher, 1932
  - Heterogloea  Pascher, 1930
- Malleodendraceae
  - Malleodendron Pascher, 1939